# Wahlbezirk Österreich unter der Enns 4
Der Wahlbezirk Österreich unter der Enns 4 war ein Wahlkreis für die Wahlen zum Abgeordnetenhaus im österreichischen Kronland Österreich unter der Enns. Der Wahlbezirk wurde 1907 mit der Einführung der Reichsratswahlordnung geschaffen und bestand bis zum Zusammenbruch der Habsburgermonarchie.

## Geschichte
Nachdem der Reichsrat im Herbst 1906 das allgemeine, gleiche, geheime und direkte Männerwahlrecht beschlossen hatte, wurde mit 26. Jänner 1907 die große Wahlrechtsreform durch Sanktionierung von Kaiser Franz Joseph I. gültig. Mit der neuen Reichsratswahlordnung schuf man insgesamt 516 Wahlbezirke, wobei mit Ausnahme Galiziens in jedem Wahlbezirk ein Abgeordneter im Zuge der Reichsratswahl gewählt wurde. Der Abgeordnete musste sich dabei im ersten Wahlgang oder in einer Stichwahl mit absoluter Mehrheit durchsetzen. Der Wahlkreis Österreich unter der Enns 4 umfasste jenen Teil des 1. Wiener Gemeindebezirks Innere Stadt, der durch Universitätsstraße, Schottengasse, Freyung, Heidenschuß, Am Hof, Bognergasse, Graben, Kärntner Straße, Opernring, Eschenbachgasse, Getreidemarkt, Museumstraße, Auerspergstraße und Landesgerichtsstraße begrenzt wurde.
Aus der Reichsratswahl 1907 ging Karl Lueger (Christlichsoziale Partei) im ersten Wahlgang mit 60 Prozent als Sieger hervor. Lueger nahm jedoch das Mandat im Wahlbezirk 23, weshalb es einen Monat später zu einer Ersatzwahl kam. Bei dieser konnte sich sein Parteikollege Heinrich Wittek, ebenfalls im ersten Wahlgang mit 59 Prozent durchsetzen. Bei der Reichsratswahl 1911 verlor Wittek sein Mandat an Wilhelm Neumann-Walter.

## Wahlergebnisse

### Reichsratswahl 1907
Die Reichsratswahl 1907 wurde am 14. Mai 1907 (erster Wahlgang) durchgeführt. Die Stichwahl entfiel auf Grund der absoluten Mehrheit von Karl Lueger im ersten Wahlgang.
| Kandidat                                                                    | Partei                             | Wahlkreis- stimmen | Stimmen- anteil |
| --------------------------------------------------------------------------- | ---------------------------------- | ------------------ | --------------- |
| Karl Lueger                                                                 | Christlichsoziale Partei           | 1368               | 60,2 %          |
| Alexander von Dorn                                                          | deutsch-fortschrittlicher Kandidat | 817                | 36,0 %          |
| Sonstige                                                                    |                                    | 86                 | 3,8 %           |
| Wahlberechtigte: 2618, Ungültige/Leere Stimmen: 76, Wahlbeteiligung: 89,6 % |                                    |                    |                 |

### Reichsratsersatzwahl 1907
Die Reichsratswahl 1907 wurde am 20. Juni 1907 (erster Wahlgang) durchgeführt. Die Stichwahl entfiel auf Grund der absoluten Mehrheit von Heinrich Wittek im ersten Wahlgang.
| Kandidat                                                                    | Partei                             | Wahlkreis- stimmen | Stimmen- anteil |
| --------------------------------------------------------------------------- | ---------------------------------- | ------------------ | --------------- |
| Heinrich Wittek                                                             | Christlichsoziale Partei           | 1211               | 59,0 %          |
| Waber                                                                       | deutsch-fortschrittlicher Kandidat | 742                | 36,1 %          |
| Knorke                                                                      |                                    | 42                 | 2,0 %           |
| Polesovsky                                                                  | tschechischer Kandidat             | 30                 | 1,4 %           |
| Wahlberechtigte: 2618, Ungültige/Leere Stimmen: 91, Wahlbeteiligung: 81,9 % |                                    |                    |                 |

### Reichsratswahl 1911
Die Reichsratswahl 1911 wurde am 13. Juni 1911 (erster Wahlgang) sowie am 20. Juni 1911 (Stichwahl) durchgeführt.

#### Erster Wahlgang
| Kandidat                                                                     | Partei                             | Wahlkreis- stimmen | Stimmen- anteil |
| ---------------------------------------------------------------------------- | ---------------------------------- | ------------------ | --------------- |
| Heinrich Wittek                                                              | Christlichsoziale Partei           | 981                | 49,1 %          |
| Wilhelm Neumann-Walter                                                       | deutsch-freiheitlicher Kandidat    | 841                | 42,1 %          |
| Engelbert Pernerstorfer                                                      | Sozialdemokratische Arbeiterpartei | 90                 | 4,5 %           |
| Josef Drozda                                                                 | tschechisch-nationaler Kandidat    | 33                 | 1,7 %           |
| Sonstige                                                                     |                                    | 54                 | 2,7 %           |
| Wahlberechtigte: 2484, Ungültige/Leere Stimmen: 120, Wahlbeteiligung: 85,3 % |                                    |                    |                 |

#### Stichwahl
| Kandidat                                                              | Partei                          | Wahlkreis- stimmen | Stimmen- anteil |
| --------------------------------------------------------------------- | ------------------------------- | ------------------ | --------------- |
| Wilhelm Neumann-Walter                                                | deutsch-freiheitlicher Kandidat | 1027               | 50,9 %          |
| Heinrich Wittek                                                       | Christlichsoziale Partei        | 989                | 49,1 %          |
| Wahlberechtigte: 2484, Ungültige Stimmen: 81, Wahlbeteiligung: 84,4 % |                                 |                    |                 |